# Trevor Keels
Trevor Jamaal Keels, né le 26 août 2003 à Clinton dans le Maryland, est un joueur américain de basket-ball. Il mesure 1,92 m et évolue au poste d'arrière.

## Biographie

### Carrière universitaire
Entre 2021 et 2022, il joue pour les Blue Devils de Duke.

### Carrière professionnelle

#### Knicks de New York (depuis 2022)
Lors de la draft 2022, il est choisi en 42e position par les Knicks de New York.
Il signe un contrat two-way avec les Knicks de New York en juillet 2022.
En février 2023, son contrat two-way est converti en un contrat de 10 jours. Il n'est pas prolongé à l'issue de ce contrat. Keels revient toutefois aux Knicks avec un contrat two-way en mars 2023.

## Statistiques

### Universitaires
| Saison    | Équipe | Matchs | Titul. | Min./m | % Tir | % 3pts | % LF | Rbds/m. | Pass/m. | Int/m. | Ctr/m. | Pts/m. |
| --------- | ------ | ------ | ------ | ------ | ----- | ------ | ---- | ------- | ------- | ------ | ------ | ------ |
| 2021-2022 | Duke   | 36     | 26     | 30.2   | .419  | .312   | .670 | 3.4     | 2.7     | 1.2    | .1     | 11.5   |

## Palmarès
- ACC All-Rookie Team (2022)
- McDonald's All-American (2021)
- Jordan Brand Classic (2021)
- Nike Hoop Summit (2021)